# Kenneth Clark
Kenneth McKenzie Clark, The Lord Clark (Londres, 13 de julho de 1903 – Hythe, 21 de maio de 1983) foi um escritor e diretor de museu do Reino Unido, e um dos mais conhecidos historiadores de arte de sua geração.
Era filho de Kenneth MacKenzie Clark e Margaret Alice McArthur. Estudou na Universidade de Oxford e em 1927 casou com Elizabeth Jane Martin, tendo três filhos. Especializou-se em história da arte e foi um protegido de Bernard Berenson, logo ganhando prestígio no Reino Unido. Com trinta anos foi indicado diretor da National Gallery, e no ano seguinte, Superintendente da Royal Collection. A partir de 1946 passou a se dedicar à escrita e ao ensino, dando aulas em Oxford. Chanceler da Universidade de York entre 1967 e 1978 e membro do conselho do Museu Britânico. Foi ordenado cavaleiro comandante da Ordem do Banho em 1938, em 1968 foi-lhe outorgado um pariato vitalício como Barão Clark de Saltwood no Condado de Kent, e recebeu a Ordem do Mérito em 1976. Tornou-se um membro proeminente do Partido Conservador e em seus últimos dias se converteu ao Catolicismo.

## Títulos
- Mr Kenneth Clark (1903-1938)
- Sir Kenneth Clark KCB (1938-1946)
- Prof. Sir Kenneth Clark KCB (1946-1949)
- Prof. Sir Kenneth Clark KCB FBA (1949-1950)
- Sir Kenneth Clark KCB FBA (1950-1959)
- Sir Kenneth Clark CH KCB FBA (1959-1969)
- The Rt. Hon. The Lord Clark CH KCB FBA (1969-1976)
- The Rt. Hon. The Lord Clark OM CH KCB FBA (1976-1983)

## Publicações
- The Gothic Revival (1928)
- Catalogue of the Drawings by Leonardo da Vinci in the Collection of HM King at Windsor Castle (1935 2 vols)
- Leonardo da Vinci: An Account of his development as an Artist (1939, rev. ed. 1952)
- Florentine Painting: The Fifteenth Century (1945)
- Piero della Francesca (1951)
- Landscape into Art (1949), adaptado de suas Slade Lectures
- Moments of Vision (1954), Oxford: Clarendon Press.
- The Nude: a study in ideal form (1956)
- Looking at Pictures (1960)
- Ruskin Today (editor, 1964)
- Rembrandt and the Italian Renaissance (1966)
- The Drawings by Leonardo da Vinci in the Collection of HM Queen at Windsor Castle (1968/9 com Carlo Pedretti, 3 vols)
- Civilisation: A Personal View (1969)
- Blake and Visionary Art (1973)
- The Romantic Rebellion (1973)
- Another Part of the Wood (1974) (autobiografia)
- Animals and Men (1977)
- The Other Half (1977) (autobiografia)
- What is a Masterpiece? (1979)
- Feminine Beauty (1980)